# Clyde River
För andra betydelser, se Clyde River (olika betydelser).
Clyde River, inuit Kanngiqtugaapik (ᑲᖏᖅᑐᒑᐱᒃ), är ett samhälle beläget på norra delen av Baffinön i det kanadensiska territoriet Nunavut. Befolkningen uppgick år 2016 till 1 053 invånare. Cirka hälften av invånarna är under 18 år. Samhället har skola, affär, kyrka, hotell och flygplats.